# 本田恭子 (タレント)
本田 恭子（ほんだ きょうこ、1988年5月16日-）は、日本の女優・タレント。ミス・コンテスト「ミス日本」の第42回（2010年度）準ミス日本受賞。

## 来歴
2010年度ミス日本グランプリ決定コンテストに応募し、準ミス日本となったことで芸能活動を開始した。現役のミス日本がタレント活動をするのは初めてだった。栃木県の観光PR大使「とちぎ未来大使」、小山市のイメージアップ及び観光振興大使「小山評定ふるさと大使」を委嘱されている。

## 出演
テレビ
- とちぎテレビ「うたの王様」MC（2012年9月-）
- とちぎテレビ「とちぎ発!旅好き!」
- テレビ小山放送「きょうこの気になる」（2012年6月-）
- 千葉テレビ放送「ハピはぴ・モーニング〜ハピモ〜」 「Info Cute」コーナーレポーター（2011年4月-2012年）
- NHK「あさイチ」

ラジオ
- 栃木放送「みんなのラヂオ～おもいがわ～」レギュラー（木）
- エフエム栃木「BASQ FM」レギュラー（2012年5月-）

映画
- 蜘蛛の糸
- TAKAMINE〜アメリカに桜を咲かせた男〜